# Тумбарину
Тумбарину e музикален перкусионен инструмент от групата на мембранофонните инструменти.
Този инструмент има италиански произход, като особено характерен е за региона Сардиния. Мембраната на инструмента се изработва от кожата на куче или магаре.